# TAS2R5
TAS2R5 (англ. Taste 2 receptor member 5) – білок, який кодується однойменним геном, розташованим у людей на короткому плечі 7-ї хромосоми. Довжина поліпептидного ланцюга білка становить 299 амінокислот, а молекулярна маса — 34 505.
| 10         |  | 20         |  | 30         |  | 40         |  | 50         |
| ---------- |  | ---------- |  | ---------- |  | ---------- |  | ---------- |
| MLSAGLGLLM |  | LVAVVEFLIG |  | LIGNGSLVVW |  | SFREWIRKFN |  | WSSYNLIILG |
| LAGCRFLLQW |  | LIILDLSLFP |  | LFQSSRWLRY |  | LSIFWVLVSQ |  | ASLWFATFLS |
| VFYCKKITTF |  | DRPAYLWLKQ |  | RAYNLSLWCL |  | LGYFIINLLL |  | TVQIGLTFYH |
| PPQGNSSIRY |  | PFESWQYLYA |  | FQLNSGSYLP |  | LVVFLVSSGM |  | LIVSLYTHHK |
| KMKVHSAGRR |  | DVRAKAHITA |  | LKSLGCFLLL |  | HLVYIMASPF |  | SITSKTYPPD |
| LTSVFIWETL |  | MAAYPSLHSL |  | ILIMGIPRVK |  | QTCQKILWKT |  | VCARRCWGP  |

A: Аланін

C: Цистеїн

D: Аспарагінова кислота

E: Глутамінова кислота

F: Фенілаланін

G: Гліцин

H: Гістидин

I: Ізолейцин

K: Лізин

L: Лейцин

M: Метіонін

N: Аспарагін

P: Пролін

Q: Глутамін

R: Аргінін

S: Серин

T: Треонін

V: Валін

W: Триптофан

Кодований геном білок за функціями належить до рецепторів, g-білокспряжених рецепторів, білків внутрішньоклітинного сигналінгу. 
Локалізований у мембрані.